# Tonie Ehlen

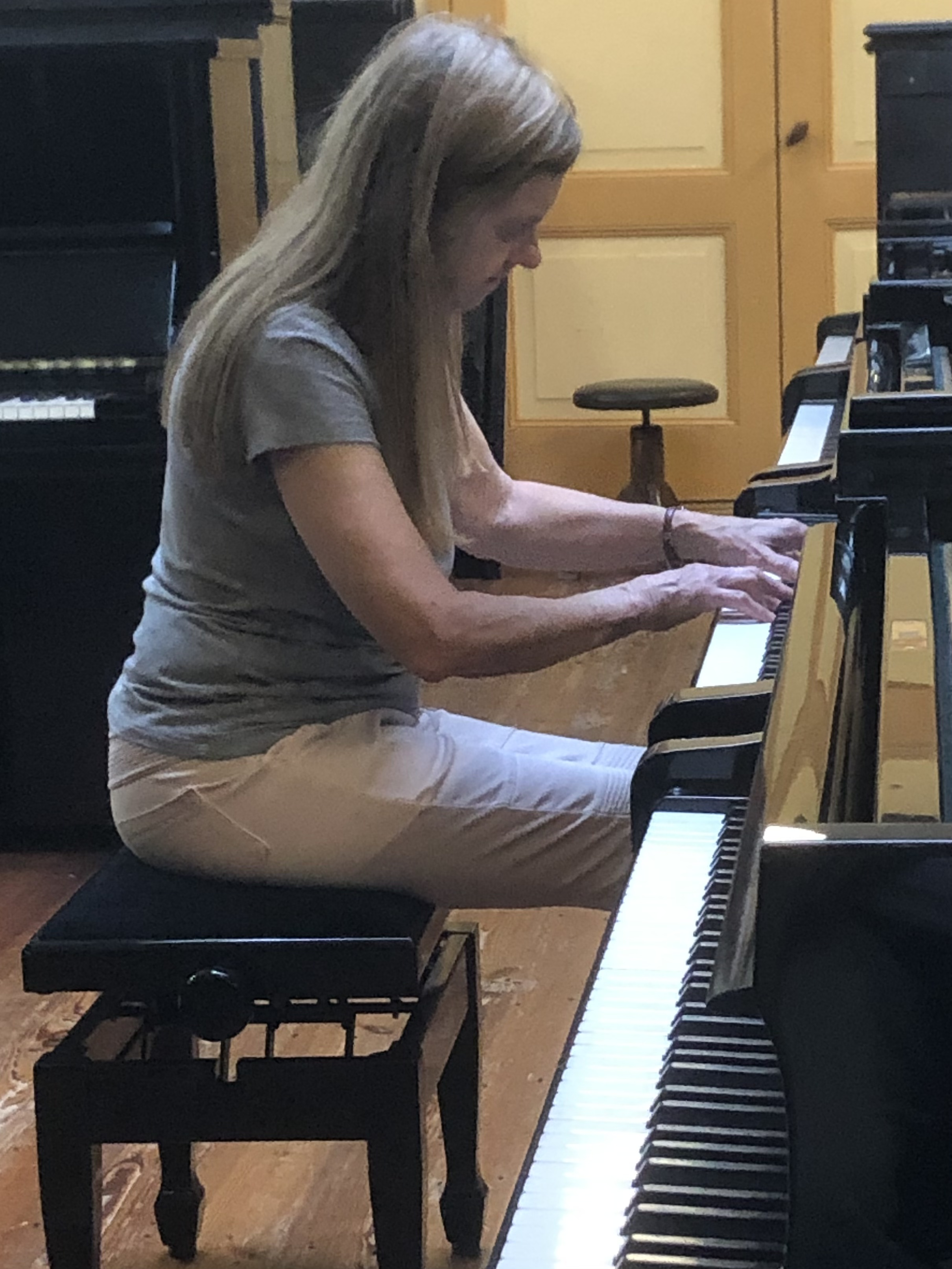
Tonie Ehlen

Tonie Ehlen (Sittard, 1946) is een Nederlandse pianiste.
Zij studeerde aan het Maastrichts Conservatorium bij Jo Dusseldorp. Na het verwerven van de Prix d’Excellence (Prijs van Uitnemendheid) en, in aansluiting hierop, de Henriëtte Hustinxprijs voor Muziek, zette zij haar studie voort bij Paul Badura-Skoda in Wenen en bij George van Renesse. In 1974 behoorde zij tot de laureaten van het Nationaal Cum Laude Concours voor jonge solisten. 
Van 1977 tot 2013 was zij verbonden aan het Conservatorium van Maastricht als hoofdvakleraar piano.
Haar repertoire bestaat uit muziek uit de klassieke en romantische periode en uit eigentijdse composities. Zij is ook actief op het gebied van de liedkunst en de kamermuziek. In 1986 maakte ze een rondreis door de Verenigde Staten, met werken van Nederlandse componisten, waaronder het door Robert Heppener voor haar geschreven solowerk Spinsel.
Tonie Ehlen is getrouwd met de dichter en letterkundige Wiel Kusters.